# Pompiers courant à un incendie
Pompiers courant à un incendie est un tableau réalisé par le peintre français Gustave Courbet en 1850-1851 à Poissy, en région parisienne. De format horizontal, cette huile sur toile est une scène de genre nocturne qui représente des pompiers accourant vers un incendie dans une rue de Paris. Laissée inachevée à cause de l'insurrection de la caserne où l'artiste travaille à la suite du coup d'État du 2 décembre 1851, la peinture  a été découverte roulée dans son atelier à son décès. Donnée par sa sœur Juliette en 1882, l'œuvre est conservée au Petit Palais, à Paris.